# Cynfyn ap Gwerstan
Cynfyn ap Gwerstan (né vers 990) — parfois nommé Kynvyn, Kynwyn, Cynvyn, ou Kynfyn — est un noble gallois, principalement connu comme le père de Bleddyn ap Cynfyn, qui se rétablit
dans le royaume de Powys à la suite de l'invasion saxonne de 1063 qui provoque la mort de Gruffydd ap Llywelyn.
Le père de Cynfyn est un nommé Gwerstan ou Gwerystan ap Gwaithfoed et sa mère Nest ferch Cadell,. Cynfyn épouse Angharad ferch Maredudd, fille de Maredudd ab Owain, roi de Deheubarth, veuve de Llywelyn ap Seisyll dont il laisse:
- Rhiwallon ap Cynfyn (mort en 1070), tué lors de la  Bataille de Mechain
- Bleddyn ap Cynfyn (mort en 1075), roi de Gwynedd et de Powys
- Gwerfyl ferch Cynfyn, épouse de Gwrgan ap Ithel Ddu de Glamorgan, et mère de Iestyn ap Gwrgant.